# Yemi A.D.
Yemi Akinyemi Dele, známý jako Yemi A.D., (* 4. listopadu 1981 Liberec) je český choreograf, herec, výtvarný umělec, umělecký režisér a performer.

## Dětství a rodinný život
Yemi se narodil v Liberci nigerijskému otci a české matce. Otec v Praze studoval Vysokou školu ekonomickou, ale v Yemiho čtyřech letech byl při pravidelné návštěvě rodičů v Nigérii zadržen (v důsledku ozbrojeného státního převratu) a dalších 18 let se do Česka nevrátil. Yemiho matka se později znovu vdala a Yemi vyrůstal s otčímem. Kontakt s otcem se Yemimu po letech podařilo znovu obnovit a nyní žije s celou rodinou v Praze.
V šestnácti letech se Yemi osamostatnil a přestěhoval se za studiem a prací do Prahy. Záhy začal také vyučovat tance v Nizozemsku a Švédsku a studovat Street dance v Los Angeles ve vyhlášené hollywoodské taneční škole MaDonny Grimes.
Veřejně se hlásí ke své homosexuální orientaci a podporuje LGBTQ+ komunitu. S partnerem žije v Praze v registrovaném partnerství.

## Profesní kariéra
Po návratu z USA založil v roce 1999 JAD Dance Company, seskupení českých i zahraničních tanečníků a choreografů. Zkušenosti z produkce a kreativity jej přivedly k aktivní spolupráci se zahraničními umělci a jeho představení sklidila úspěch v mnoha městech po celém světě, včetně Tokia, Londýna, Barcelony, Bombaje, Los Angeles, Šanghaje, Paříže a New Yorku.
Souběžně Yemi dokončil studium umělecké režie a copy-writing na Central European Advertising Art Institute. Následně zahájil spolupráci se skupinou Charlie Straight. Produkoval také první videoklip Bena Cristovao, či artový klip amerického rappera Turbo T. Double s názvem ATOMS.
Choreografiemi se snaží vyjádřit provázanost různých kultur a společností. Yemiho nikdy nekončící touhou je motivace mladých lidí. Pomáhá jim v rozvoji jejich talentu a zbavuje je strachu při objevování jejich vlastní individuality či kořenů. 

### JAD Dance Company
Prostřednictvím JAD Dance Company (JAD DC) měl Yemi možnost sdílet jedinečné taneční styly, které byly dříve pro tanečníky v post-komunistické České republice nedostupné a neznámé. Od samého vzniku měla skupina dobrou pověst, a to především díky vysoké kvalitě tanečních technik. A právě to přitahuje mnoho uznávaných tanečníků z celého Česka i Slovenska dodnes. Hlavním zaměřením skupiny JAD DC je Street FUSION. Za zmínku stojí také spolupráce JAD Dance Company a Kanye Westa. V roce 2010 se její členové stali hlavními tanečníky ve videoklipu Runaway.
Yemi je zakladatelem Dance Academy Prague (DAP) – taneční školy, v níž se vzdělávají lidé různých věkových kategorií, s různými tanečními schopnostmi či zkušenostmi. Od choreografů rozličných národností se studenti mohou naučit styly, jako jsou je Hip-Hop, Moderní balet, Jazz, Contemporary, MTV style, Dance Hall a mnoho jiných (do dnešního dne zde Yemi vyučuje svoji lekci Street FUSION).  Po těchto kursech mají někteří ze studentů příležitost vystoupit živě v ulicích Prahy, pro korporace či na podiích lokálních i mezinárodních soutěží.

### Spolupráce s Kanyem Westem
Známou je především jeho spolupráce s americkým hudebníkem Kanyem Westem. Podílel se na jeho videoklipu k písni Runaway a následně vytvořil další choreografické kompozice, například na předávání MTV Music Award nebo v legendárním pořadu Saturday Night Live. Spolupráce vyvrcholila režií Westova doposud největšího amerického turné Yeezus Tour.

### Spolupráce se skupinou Charlie Straight
Yemi také zahájil spolupráci se skupinou Charlie Straight a režíroval jejich videoklip, který získal ocenění na MTV Czech, jako nejlepší hudební video roku 2011.

### Jiné projekty
Yemi hrál v několika filmech zahraničních produkcí: Letopisy Narnie: Princ Kaspian (USA, 2008), Red Tails (USA, 2012), Případ nevěrné Kláry (Itálie, 2009) a v českém seriálu Ordinace v růžové zahradě. Vystupoval a vedl choreografii 6 sérií nejsledovanějšího pořadu TV Nova – Tvoje tvář má známý hlas.
Byl moderátorem televizního pořadu Eso a také prvním českým korespondentem pro MTV Europe. Dva roky vystupoval jako tanečník v hlavní taneční roli původního českého muzikálu Monte Cristo.
V roce 2013 vydal svůj debutový maxisingl s názvem Equals. V roce 2014 byl čtenáři MF Dnes vybrán mezi 24 nejvlivnějších osobností Česka. První skladba z této desky s názvem The Moment byla poprvé představena v přímém přenosu udílení cen Akademie populární hudby Anděl.
Jako speaker se zúčastnil roku 2016 pražského TEDx, kde vystoupil s originálním povídáním na téma mileniálové. Od roku 2017 je také jedním z prvních ambasadorů Cílů udržitelného rozvoje za Českou republiku při OSN a jedním ze tří ambasadorů Dobré vůle pod ministerstvem zahraničních věcí ČR.
V únoru 2019 začala americká televizní stanice CBS vysílat novou talentovou soutěž The World’s Best a Yemi byl vybrán mezi 50 expertních porotců z celého světa. V roce 2019 si zahrál ve světové reklamní kampani Apple „Life on iPad“ propagující produkt iPad Pro. Yemi je ambasadorem elektromobility pro Mercedes-Benz v České republice. V květnu 2020 se Yemi A.D. stal prvním českým členem Henry Crown Fellowship Network (Aspen Institute USA) a zde obdržel také stipendium.
V roce 2022 byl vybrán do týmu japonského miliardáře Júsaku Maezawy, který chtěl společně se skupinou vybraných lidí z celého světa v rámci soukromé mise dearMoon, kterou by financoval, obletět v lodi Starship Měsíc. Roku 2024 však Maezawa celý projekt, plánovaný od roku 2018, zrušil, a to kvůli nejasnému harmonogramu v důsledku nedokončeného schvalování lodi Starship.

### Anti-Panic Platform
V době pandemie koronaviru Yemi A.D. zorganizoval virtuální konference Anti-Panic Platform, na nichž čeští byznysoví prominenti diskutovali o tom, jak vyřešit patové situace i naděje do budoucna. Později uspořádal podobnou konferenci pod názvem Moonshot Platform ve Spojených státech. Jako diskutující tam vystoupili šéf největší newyorské organizace bojující s chudobou Wes Moore, Kathryn Stevensonová, šéfka týmu vyvíjejícího vakcínu proti covidu-19 na Harvardu, šéfka start-upů v Googlu Jewel Burks Solomonová, bývalá americká ministryně zahraniční Madeleine Albrightová či Jessie Woolley-Wilsonová, šéfka DreamBox Learningu, největší platformy pro distanční vzdělávání.

## Choreografie
- Runaway – „Runaway Movie“ (2010)[15]
- Saturday Night Live – vystoupení Runaway a Power pro Kanye West (2010)
- MTV Video Music Awards (2010)[16]
- Coachella Festival (2011)
- Mawazine Festival (2011)
- Splendour In The Grass Festival (2011)
- European Festival Tour (Lisabon, Portugalsko / Herdforshire, UK / Bergen, Norsko / Oslo, Norsko / Kodaň, Dánsko / Göteborg, Švédsko / Helsinky, Finsko / Krakow, Polsko) (2011)
- XBOX Modern Warfare 3 Convention (Los Angeles, Kalifornie); Essence Festival (New Orleans, Louisiana) (2011)
- Summerfest (2011)
- Austin City Limits Music Festival (2011)[17]
- Big Day Out Australian Tour (2012)

## Režie a produkce
- Internetová virální kampaň pro CZ.NIC
- Videoklip Ben Cristovao – “Give Me Some More”
- Videoklip Charlie Straight –  “School Beauty Queen”
- Videoklip MISTA – “Never Hide”
- Videoklip Kanye West – “Lost In The World”
- Videoklip Polica – “Wandering Star”
- Tanečník roku[18]
- Elite Model Look[18]

## Ocenění
- Nejlepší mediální kampaň PIAF – využití sociálních sítí & virálního marketingu v ČR – kampaň “Doublers”
- Nejlepší videoklip MTV Czech Charlie Straight – “School Beauty Queen” (2011)
- 24 Nejvlivnějších lidí v České republice, voleno MF Dnes (2010)
- Choreografie k vystoupení Kanyeho Westa – Power a Runaway v pořadu Saturday Night Live – show byla hodnocena jako nejlepší živé vystoupení v historii tohoto pořadu (2010)
- 2. vicemistr ČR ve sportovním aerobiku federace IFAA
- Cena pro nejlepší event (Czech Events Awards) – JAD Productions in 2014, 2015 and 2016
- World's Best Event – JAD Productions (2015, 2016, 2018)
- Mezinárodní ocenění za digitální kampaně pro adidas Originals a Mercedes Benz – JAD Productions
- London Loop Awards – vítěz kategorie B2P, vítěz kategorie Best use of Web & Social media